# Davana, Narasimharajapura
Davana là một làng thuộc tehsil Narasimharajapura, huyện Chikmagalur, bang Karnataka, Ấn Độ.